# Unterseeboot 227
Le Unterseeboot 227 (ou U-227) est un sous-marin allemand (U-Boot) de type VII.C utilisé par la Kriegsmarine (marine de guerre allemande) pendant la Seconde Guerre mondiale

## Historique
Mis en service le 22 août 1942, l'Unterseeboot 227 reçoit sa formation de base à Kiel en Allemagne au sein de la 5. Unterseebootsflottille jusqu'au 31 décembre 1942, puis l'U-227 intègre sa formation de combat à Saint-Nazaire en France avec la 7. Unterseebootsflottille, port qu'il n'atteindra jamais.
Il réalise sa première patrouille, quittant le port de Kiel le 24 avril 1943 sous les ordres du Kapitänleutnant Jürgen Kuntze. Après sept jours de mer, l'U-227 est attaqué et coulé le 30 avril 1943 dans l'Atlantique Nord au nord des Îles Féroé à la position géographique de 64° 40′ N, 6° 40′ O par des charges de profondeur lancées d'un bombardier Handley Page Hampden australien (RAAF Squadron 455/X). Les 49 membres d'équipage meurent dans cette attaque.

## Affectations successives
- 5. Unterseebootsflottille à Kiel du 22 août 1942 au 1er avril 1943 (entrainement)
- 7. Unterseebootsflottille à Saint-Nazaire du 1er au 30 avril 1943 (service actif)

## Commandement
- Kapitänleutnant Jürgen Kuntze du 22 août 1942 au 30 avril 1943

## Patrouilles
|       | Commandant           | Départ        | Départ | Arrivée       | Arrivée | Jours   | Succès |
| ----- | -------------------- | ------------- | ------ | ------------- | ------- | ------- | ------ |
| 1     | Kptlt. Jürgen Kuntze | 24 avril 1943 | Kiel   | 30 avril 1943 | Coulé   | 7 jours |        |
| Total | Total                | Total         | Total  | Total         | Total   | 7 jours | 0 t    |

Note : Kptlt. = Kapitänleutnant

## Navires coulés
L'Unterseeboot 227 n'a ni coulé, ni endommagé de navire ennemi au cours de l'unique patrouille (sept jours en mer) qu'il effectua
.

### Référence
1. ↑  http://uboat.net/boats/u227/html

### Source
- (en) Cet article est partiellement ou en totalité issu de l’article de Wikipédia en anglais intitulé « German submarine U-227 » (voir la liste des auteurs).